# Colt Single Action Army
De Colt Single Action Army is een revolver, die gemaakt wordt door Colt. De Single Action Army is een single action of discontinue revolver, ook bekend als de Colt Peacemaker of de Colt 1873. 

## Geschiedenis

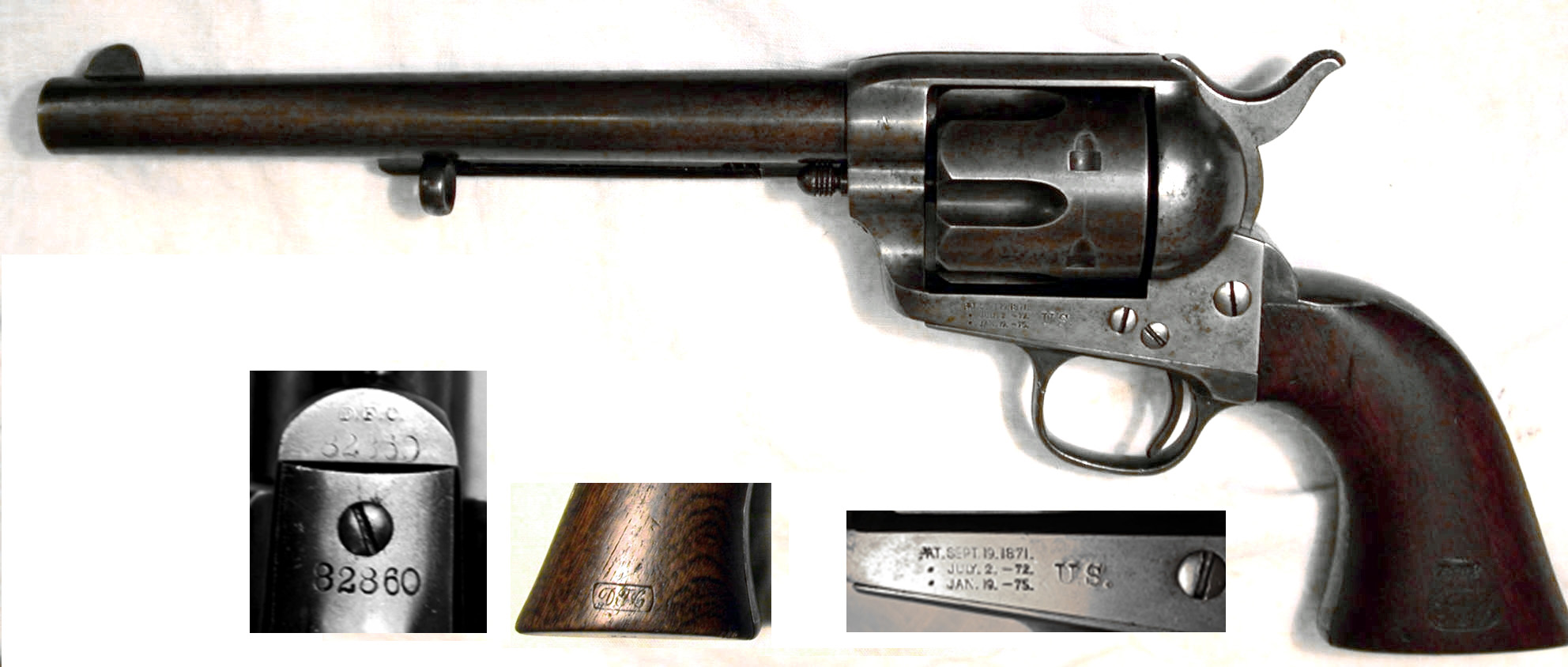
Colt Single Action Army 1873 US Cavalry

De Single Action Army werd geïntroduceerd in 1873. Deze revolver was eigenlijk bedoeld voor het Amerikaanse leger, vandaar de naam Single Action Army. Maar ook bij de gewone burgers was deze revolver een groot succes, mede te danken aan de grote betrouwbaarheid van het wapen. 

Toen deze revolver voor het eerst op de markt kwam, in de tijd van het wilde westen, kon men dit wapen voor ongeveer US$17,- kopen via een postorderbedrijf. Vandaar ook de naam 17 dollar peacemaker.

## Techniek
De Single Action Army revolver heeft een patrooncapaciteit van zes stuks. Vroeger werd het wapen alleen geleverd in .45 (.45 LC), maar tegenwoordig zijn .32-20, .357, .38 Special, .38-40 en .44 ook beschikbaar. Maar als je naar de Colt Custom Gun Shop gaat, kan je elk kaliber krijgen, van .22 tot .476 Eley. 

De Single Action Army is zoals de naam al zegt een single action of discontinue revolver. Maar eigenlijk was de single action trekker niet eens nodig. Door met de hand de haan naar achteren te duwen en snel weer los te laten kon er snel achter elkaar geschoten worden. Een andere naam hiervoor is fanning.

## Modellen
Het basismodel kan in vier verschillende fabricageperioden of generaties worden verdeeld:
- De eerste generatie die geproduceerd werd vanaf 1873 tot 1940. Deze valt te verdelen in twee verschillende uitvoeringen. Eerste is de zwartkruitversie, die geproduceerd werd van 1873 tot 1900. De tweede uitvoering, gemaakt van 1900 tot 1940, was geschikt voor nitrokruit en begint bij serienummer 192000. Tijdens de Tweede Wereldoorlog moest Colt overschakelen op oorlogsproducten, waardoor de productie van de Single Action Army werd stilgelegd.
- de tweede generatie werd gemaakt van 1956 tot 1974. In die tijd zijn er ongeveer 74.000 stuks gemaakt in een groot aantal kalibers. Colt startte met een nieuwe serienummering vanaf 00001. De reden dat Colt de Single Action Army opnieuw ging maken in 1956, komt eigenlijk door de concurrentie. Omdat Sturm, Ruger & Co. in 1955 een soortgelijk model op de markt bracht (de Blackhawk single action revolver). Toen Colt zag hoe een groot succes dit was, besloten ze om de oude Single Action Army opnieuw uit te brengen, in de hoop ook wat geld te verdienen aan de stijgende verkoop van single action revolvers. Tussen 1974 en 1976 werd de productie van de Single Action Army stilgelegd.
- De derde generatie startte in 1976 met serienummer 80000SA. In 1978 bereikten ze 99999SA en werd verdergegaan van SA00001. Halverwege 1983 stopte Colt met de productie van dit wapen en was het alleen nog te verkrijgen op speciale bestelling via de Colt Custom Gun Shop.
- de vierde generatie begon in 1992 en loopt nog steeds. De reden van het opnieuw beginnen van de productie was een nieuwe vorm van de schietsport: het Cowboy Action Shooting, wat binnen korte tijd erg populair werd in de Verenigde Staten. In 1993 was de serienummering 'vol' bij nummer SA99999 en werd er opnieuw begonnen met nummer S00001A.